# Tim Cain

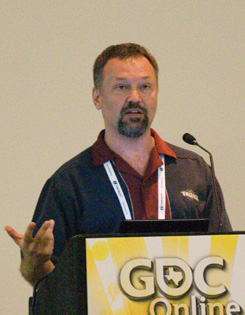
Tim Cain nel 2010

Timothy Cain, detto Tim (25 agosto 1965), è un autore di videogiochi e youtuber statunitense, noto soprattutto come creatore, produttore, programmatore principale e uno dei principali game designer del videogioco Fallout.

## Biografia
Cain ha frequentato il college presso l'Università della Virginia, proseguendo poi gli studi post-laurea in California. Durante questo periodo ha collaborato con un amico alla programmazione del videogioco di carte Grand Slam Bridge, pubblicato dalla CYBRON Corporation nel 1986.
Nel 1989 ha conseguito un master in informatica presso l'Università della California, Irvine.

## Carriera

### Interplay Entertainment
Tim Cain iniziò la sua carriera presso Interplay Entertainment nel 1991. Nel 1994 fu l’unico sviluppatore inizialmente coinvolto in un progetto che sarebbe diventato Fallout, videogioco di ruolo post-apocalittico. In quella fase, definì i concetti di base del gioco utilizzando il sistema GURPS e avviò lo sviluppo del motore grafico isometrico. Successivamente assunse anche il ruolo di produttore, subentrando a Thomas R. Decker.
Durante i tre anni e mezzo di sviluppo di Fallout, Cain contribuì anche come consulente alla programmazione di Stonekeep (1995) e collaborò al codice di Star Trek: Starfleet Academy (1997). Dopo l'uscita di Fallout nel 1997, ebbe un ruolo limitato nello sviluppo di Fallout 2, a causa di disaccordi con la direzione aziendale, in particolare per l'influenza crescente del reparto marketing. Deluso dall’esperienza e dal mancato riconoscimento economico pattuito, lasciò l’azienda poco dopo.

### Troika Games
Nel 1998 Cain fondò la software house Troika Games insieme a Leonard Boyarsky e Jason Anderson. Il primo progetto dello studio fu Arcanum: Of Steamworks and Magick Obscura, un gioco di ruolo steampunk che ottenne un seguito di culto. Successivamente, guidò lo sviluppo di The Temple of Elemental Evil, basato su Dungeons & Dragons e pubblicato nel 2003 da Atari. Pur apprezzando il processo creativo, Cain si dichiarò insoddisfatto del risultato finale.
Dopo che Bethesda acquisì i diritti della serie Fallout nel 2004, Cain espresse rammarico per non essere riuscito a riportare la licenza a Troika. Collaborò comunque alla programmazione di Vampire: The Masquerade – Bloodlines, l’ultimo progetto dello studio, pubblicato nel 2004 da Activision. Un ulteriore progetto post-apocalittico fu rifiutato da vari editori, costringendo Cain a chiudere lo studio nel febbraio 2005.

### Carbine Studios
Nel 2005 Cain entrò a far parte di Carbine Studios, inizialmente come direttore della programmazione, per lavorare su un gioco di ruolo online fantasy destinato a NCSoft. Nel 2008 fu promosso direttore del design. Lasciò la società nel luglio 2011.

### Obsidian Entertainment
Nel 2011 Cain si unì a Obsidian Entertainment in qualità di senior programmer. Contribuì allo sviluppo di Pillars of Eternity, finanziato tramite Kickstarter, e fu co-direttore di The Outer Worlds, un gioco di ruolo d’azione ambientato in un universo fantascientifico.
Dal giugno 2020 Cain non fa più parte dello staff a tempo pieno di Obsidian, ma continua a collaborare con lo studio come consulente esterno, lavorando al seguito di The Outer Worlds e ad altri progetti per conto di diversi committenti.

## Videogiochi
| Titolo                                          | Data | Ruolo di Tim Cain                                        |
| ----------------------------------------------- | ---- | -------------------------------------------------------- |
| Grand Slam Bridge                               | 1986 | Programmatore                                            |
| The Bard's Tale Construction Set                | 1991 | Designer, programmatore                                  |
| Rags to Riches: The Financial Market Simulation | 1993 | Programmatore, design aggiuntivo                         |
| Stonekeep                                       | 1995 | Consulente alla programmazione                           |
| Star Trek: Starfleet Academy                    | 1997 | Programmatore                                            |
| Fallout                                         | 1997 | Creatore, produttore, designer, programmatore principale |
| Fallout 2                                       | 1998 | Designer, programmazione aggiuntiva                      |
| Arcanum: Of Steamworks and Magick Obscura       | 2001 | Capo progetto, programmatore principale                  |
| The Temple of Elemental Evil                    | 2003 | Capo progetto, designer principale                       |
| Vampire: The Masquerade – Bloodlines            | 2004 | Programmatore                                            |
| South Park: The Stick of Truth                  | 2014 | Programmatore                                            |
| WildStar                                        | 2014 | Design aggiuntivo, programmazione aggiuntiva             |
| Pillars of Eternity                             | 2015 | Programmatore, design aggiuntivo                         |
| Tyranny                                         | 2016 | Programmatore                                            |
| The Outer Worlds                                | 2019 | Direttore                                                |
| The Outer Worlds 2                              | 2025 | Consulente creativo                                      |

## Vita privata
Cain è affetto da una forma ereditaria di daltonismo, e ha dichiarato di riuscire a "vedere meno della metà dello spettro dei colori". Tra i suoi hobby figura la cucina, con una predilezione per quella giapponese e cinese; i suoi piatti preferiti sono il riso fritto all’aglio con pollo e il karaage di pollo.
All'inizio degli anni 2000 ha fatto coming out come omosessuale, dopo aver celato il proprio orientamento sessuale per gran parte della sua carriera. Si è sposato con il compagno Robert Land il 14 luglio 2011.